# Adolphe Jullien

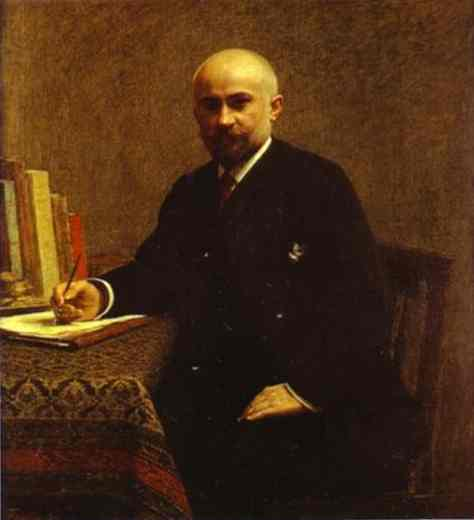
Porträtt från 1887

Jean Lucien Adolphe Jullien, född 1845, död 1932, var en fransk musikhistoriker och musikkritiker.
Jullien var medarbetare i Revue et Gazette musicale, Ménestrel, Journal des débats med flera tidningar och tidskrifter. Julliens insats som forskare föll främst inom 1700-talsmusikens område, bland annat med La musique et les philosophes du XVIII:e siècle (1873), La cour et l'opéra sous Louis XVI (1878) och L'opéra secret au XVIII:e siècle (1880). I hans rika produktion ingår också värdefulla biografier över Hector Berlioz och Richard Wagner.